# Vingad lilja
Vingad lilja och Harald Gudmundssons ätt är nutida konventionella släktnamn på en svensk medeltida frälsesläkt och stormannaätt med starka försänkningar i Södermanland, vars medlemmar inte använde något släktnamn, och som i slutet av 1200-talet i vapnet förde en vingad lilja, en heraldisk lilja innesluten i vingar. Ättens olika namn, bildat efter vapnet och dess stamfader Harald Gudmundsson, har tillkommit i modern tid, långt efter dess utslocknande på 1300-talet. Eftersom ätten utdog innan Sveriges Riddarhus grundades 1625, blev den inte introducerades där som adelsätt.
Vapen: en  balkvis ställd vingad heraldisk lilja. (liljan ursprungligen stolpvis)

## Bakgrund
Redan före 1250 för Anund Björnsson en vingad lilja i ett medeltidsbrev,   där han skänker bort sin gård i ”ruthma” med ön ”walung” till munkarna i Julita kloster.
1. Den 19 maj 1270 kungör Harald Gudmundsson (vingad lilja) i ett pergamentsbrev (SDHK 899) att han till munkklostret i Julita (nutida Julita kloster) skänker sina två gårdar ”Wræch” (Ekeskogs Socken, Västergötland) och ”Hamar” (i Sköllersta Socken, Närke) på villkor att den nuvarande eller de framtida abbotarna inte säljer dem utan att ”Wrech” skall avsättas till kyrkobyggnaden och ”Hamar” till konventets bruk och underhåll; vidare skänker han till nämnda kloster all utrustning till ett altare, prästklädnader samt silver till två mässkannor, vidare en vävnad (baldakin), ett stycke sidentyg (samitum) till en dalmatika och ett subtile till munkarna, vilka inte heller får säljas av abboten. Slutligen skänker hans hustru Kristina till klostret en nattvardskalk. Han tillkännager även för sina arvingar att han betalat de skulder han hade till Thydricus Ruffus med sin hustrus gård i Västerås och råder dem att tillse att det som överenskommits mellan honom och hustrun rörande återlösandet av nämnda gård efterlevs, varom inte hustrun kan komma att tvinga dem att betala nämnda skulder.[2]
  1. Hans dotter Cecilia Haraldsdotter (vingad lilja), död före 1284, var gift före 1278 med Ulf Holmgersson (Ama) (levde 1290).[3]
  2. Hans son och Cecilias bror, kung Magnus Ladulås riksråd, riddaren Anund Haraldsson var lagman i Södermanland och dog på gården Fröshammar (nu i Västmanland) 1291. Gift med Ingeborg Elofsdotter (vingad pil). Tre döttrar är kända:
    1. Helga Anundsdotter (vingad lilja) var gift med 1) drots Magnus Ragvaldsson och gift 2) 1289 med Rörik Birgersson d.y. (Rörik Birgerssons ätt) och fick minst fem barn i det äktenskapet.[4] [5]
    2. Kristina Anundsdotter (vingad lilja). Gift med Lars Bengtsson (Boberg). [6]
    3. Ingeborg Anundsdotter (vingad lilja).